# Rivière Ashuapmushuan
Der Rivière Ashuapmushuan ist ein Fluss in der Verwaltungsregion Saguenay–Lac-Saint-Jean in der kanadischen Provinz Québec.

## Flusslauf

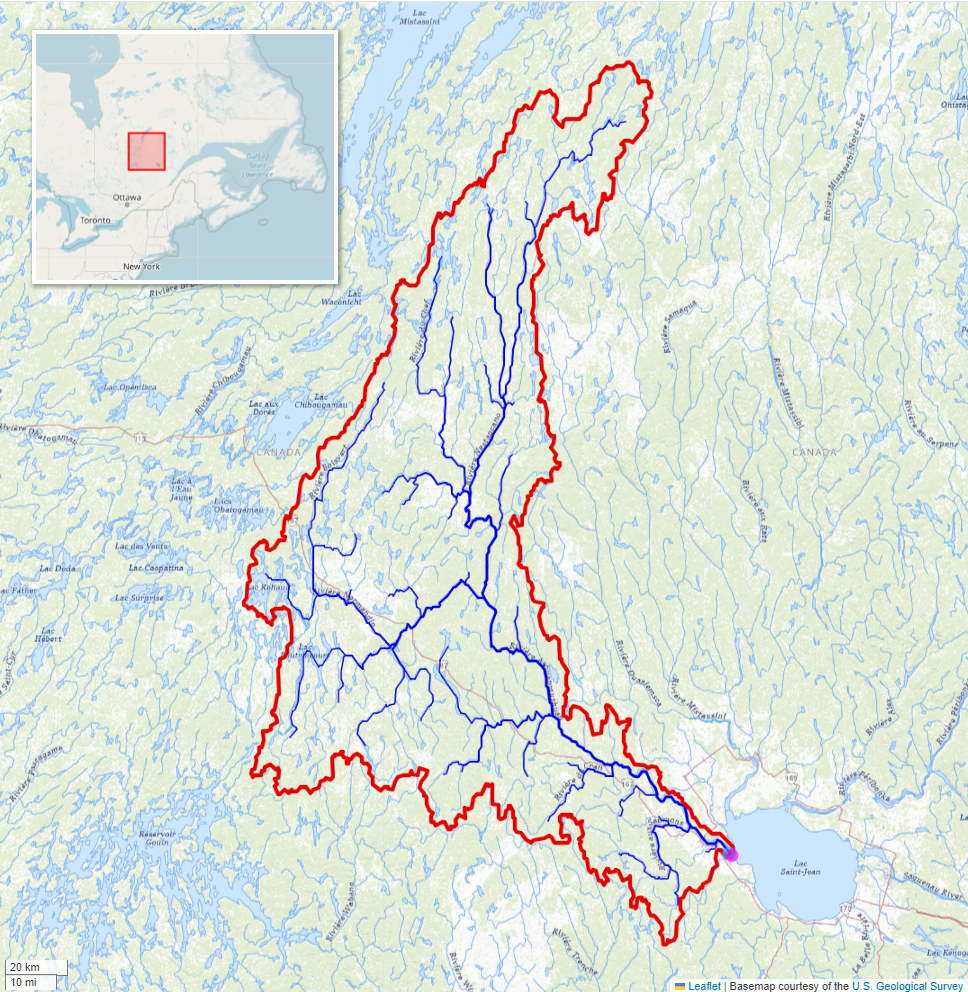
Einzugsgebiet

Er hat seinen Ursprung im Lac Ashuapmushuan. Er fließt zuerst 30 km in nordöstlicher Richtung, wendet sich dann nach Südosten und erreicht die Stadt Saint-Félicien. Dort mündet er – nach Rivière Péribonka und Rivière Mistassini – als drittgrößter Zufluss in den Lac Saint-Jean. Die Flusslänge beträgt 181 km, nach anderen Quellen 266 km (Quellflüsse hier beinhaltet).
Der typischen sommerliche Median-Abfluss variiert zwischen 200 und 300 m³/s,
während zur Frühjahrsschneeschmelze Abflüsse von 1050 m³/s erreicht werden. Es werden auch Maximalabflüsse von 2400 m³/s gemessen. Die geringsten Abflussraten treten im März auf – mit einem langjährigen Mittel von 75 m³/s, einem mittleren Monatsminimum von 54 und einem mittleren Monatsmaximum von 120 m³/s.
Der Rivière Ashuapmushuan bildet die nördliche Grenze des Réserve faunique Ashuapmushuan. Als wilder ungebändigter Fluss und leicht erreichbar von der Route 167 nahe dem Lac Ashuapmushuan stellt er ein beliebtes Ziel für Kanu-Touristen dar.
Ein 276,6 km² großes aquatisches Schutzgebiet ist in Planung, welches sich über eine Fließstrecke von 126 km des Rivière Ashuapmushuan erstrecken würde. Dieses würde auch die Flussebene und die angrenzenden Berghänge beinhalten. Holzwirtschaft, Bergbau und Wasserkraft wären dann in diesem Gebiet untersagt. Die Lachsbestände im Fluss, Fauna und Flora sowie archäologische Stätten würden von so einem Schutzgebiet profitieren.

## Geographie
Das Einzugsgebiet des Rivière Ashuapmushuan liegt in den zentralen Laurentiden in der Naturregion der Lac Manouane-Depression. Der Fluss ist über weite Strecken von engen Tälern umschlossen – mit anspruchsvollen Stromschnellen und einem Dutzend Wasserfällen. Der eindrucksvollste davon ist der Chutes de la Chaudière (⊙).

## Zuflüsse
Die wichtigsten Zuflüsse des Rivière Ashuapmushuan sind (in Aufstromrichtung):
- Rivière aux Saumons
- Rivière Pémonca
- Rivière Cran
- Rivière Chigoubiche
  - Rivière Vermillon
  - Rivière Grand Portage
- Rivière du Chef
  - Rivière Crochue
  - Rivière Nestaocano
- Rivière Hilarion
- Lac Ashuapmushuan
  - Rivière Normandin
  - Rivière Marquette